# 臺北市中正區忠孝國民小學
臺北市立忠孝國民小學是一間位於台北市中正區忠孝東路的學校。

## 歷史
- 1975年8月成立。
- 1976年臺北市環境清潔處保養廠遷出，使該校得以增加校地面積。
- 1979年6月第一屆畢業生順利畢業。

### 歷任校長
- 1964年2月，施柏生先生為該校首任校長。
- 金梅仙
- 董金松
- 龔淑芬
- 石兆蓮
- 瞿德淵
- 黃美惠
- 林芳如
- 康燕玉
- 賴延彰
- 李亦欣：現任校長。

## 知名校友
- 任建誠紙風車劇團團長[1]
- 嚴立楷時報散文文學獎得主[2]
- 影星林志穎
- 影星周杰倫
- 樂團歌手兼立委林昶佐

## 外部連結
- 臺北市立忠孝國民小學 （页面存档备份，存于）